# Winnipeg Ice
Winnipeg Ice är ett kanadensiskt proffsjuniorishockeylag som spelar i Western Hockey League (WHL) sedan säsongen 2019–2020. De har dock sitt ursprung från 1996 när Edmonton Ice anslöt sig till WHL, två år senare flyttades laget för att vara Kootenay Ice. Laget spelar sina hemmamatcher i inomhusarenan Wayne Fleming Arena, som har en publikkapacitet på 1 400 åskådare vid ishockeyarrangemang, inne i byggnadskomplexet Max Bell Centre på campuset för University of Manitoba i Winnipeg i Manitoba. Ice har inte vunnit någon av Memorial Cup och Ed Chynoweth Cup, som delas ut till det lag som vinner WHL:s slutspel.
Laget har ännu inte hunnit fostrat någon nämnvärd spelare.